# فولکلور چک

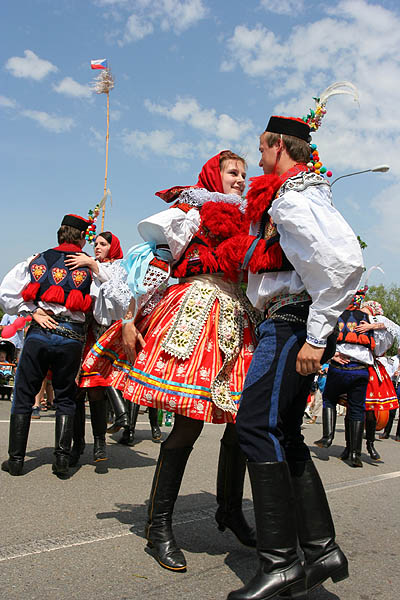
جامه‌های سنتی کرویه در ولچنوف، موراویا.

فولکلور چِک مجموعه‌ای غنی از اسطوره‌ها، افسانه‌ها، خرافات، موسیقی و آداب و رسوم را در خود جای داده‌است که از نسلی به نسل دیگر منتقل شده‌است. فلکلور جمهوری چک، علیرغم جریان‌های مدرنیته، همچنان بر جنبه‌هایی از زندگی معاصر چک تأثیر می‌گذارد.
جشنواره‌های فولکلور، موزه‌ها و مجموعه‌های مردم‌نگاری برای حفظ و ترویج این سنت‌ها تلاش می‌کنند. عناصر فولکلور در ادبیات، سینما و حتی موسیقی و طراحی معاصر چک مشهود است و از مضامین و نقوش بصری آنها استفاده می‌کند.
اجداد چکها ۱۵۰۰ سال پیش به این سرزمین رسیدند. آنها از دریای سیاه و کوه‌های کارپات آمده بودند و زبان اسلاوی و آیین‌های کهن هندواروپایی را با خود آوردند.

## اسطوره‌ها و افسانه‌ها
اساطیر چک ریشه در باورهای کهن اسلاو دارد، جایی که مجموعه‌ای پویا از ایزدان و ایزدبانوها، نمایانگر نیروهای طبیعی و تجربیات انسانی بودند. پرون، خدای رعد و طوفان، در بالاترین مرتبه قرار داشت، در حالی که شخصیت‌هایی مانند سواروگ، خدای خورشید و موکش، الهه باروری، نیز از اهمیت بالایی برخوردار بودند. داستان‌های این خدایان که با ارواح ساکن در جنگل‌ها، رودخانه‌ها و کوه‌ها درهم آمیخته بودند، پایه و اساس یک جهان‌بینی معنوی را تشکیل می‌دادند که بر ارتباط با طبیعت تأکید می‌کرد.
افسانه‌ها نیز جایگاه برجسته‌ای در فولکلور چک دارند. داستان‌های شهسواران دلاور، شاهزاده‌خانم‌های عاقل و حقه‌بازان حیله‌گر در این سرزمین رواج دارد. این داستان‌ها اغلب حاوی درس‌های اخلاقی و کاوش‌هایی در هویت ملی هستند. افسانه پرنسس لیبوشه، حاکمی خردمند و دادگر که بنیانگذاری پراگ را پیش‌بینی کرد، به عنوان نمادی قدرتمند از میراث چک طنین‌انداز می‌شود.

## آداب و رسوم، جشن‌ها

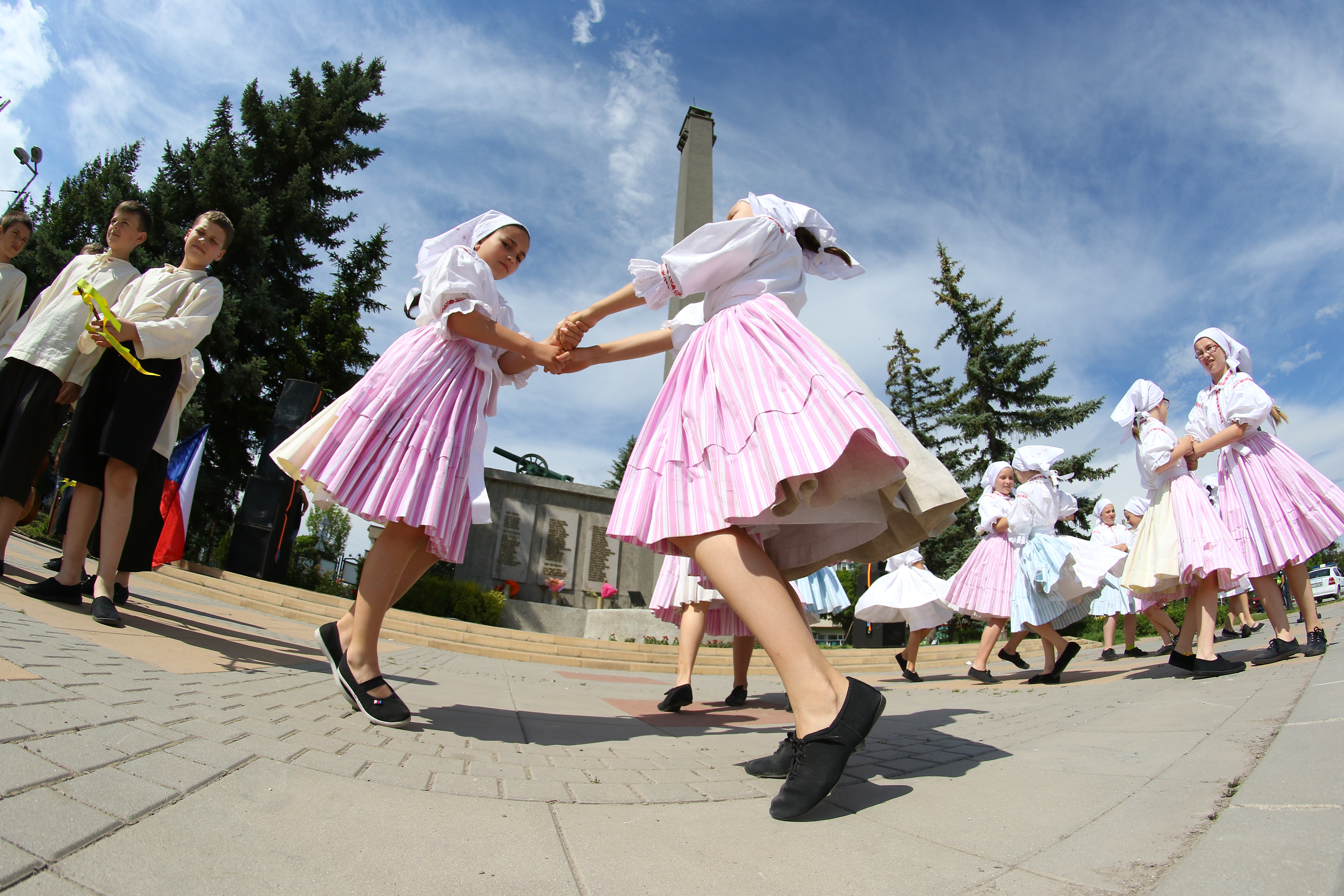
رقص محلی چکی.

فولکلور چک در آداب و رسوم متعددی تجلی می‌یابد که همچنان تعاملات اجتماعی را شکل می‌دهند و گذر فصل‌ها را مشخص می‌کنند. لباس‌های ظریف، موسیقی پر جنب و جوش و جشن‌های شاد، ویژگی‌های بارز جشنواره‌های سنتی مانند ماسوپوست، جشن کارناوال قبل از لنت و روز سنت نیکلاس است که در آن کودکان در ازای نشان دادن رفتار خوب در طول سال، هدیه دریافت می‌کنند.
عید پاک در جمهوری چک از سنت‌های منحصر به فردی برخوردار است، از جمله تازیانه زدن نمادین دختران با شاخه‌های بید در روز دوشنبه عید پاک که گفته شده برای باروری و تندرستی است.

## پری‌ها، فولکلور و هنر
فولکلور چک مملو از موجودات جادویی مانند پری‌ها، پری‌های آبی و جن‌های پر از شیطنت است. این موجودات فراطبیعی در داستان‌های پریان جمع‌آوری شده توسط نویسندگان مشهوری مانند کارل یارومیر اربن و بوژنا نمکووا نقش برجسته‌ای دارند، جایی که غالباً با شخصیت‌های انسانی تعامل دارند و هم شگفتی و هم معضلات اخلاقی را به وجود می‌آورند.
موسیقی و رقص جایگاه مرکزی در فولکلور چک دارند. آهنگ‌های محلی پر جنب و جوش که با سازهای سنتی مانند ویولن و آکاردئون نواخته می‌شوند، صدایی منحصر به فرد دارند که تصاویر زندگی روستایی و جشن‌های عمومی را تداعی می‌کنند. رقص‌های محلی با حرکات پرانرژی و لباس‌های رنگارنگ، روح شاد و مقاوم مردم چک را بیان می‌کنند.

## افسانه‌های مربوط به پراگ
یکی از معروف‌ترین افسانه‌های پراگ افسانه فاوست است که با شیطان پیمان بست. فاوست در ازای تمام دانش و لذت دنیا برای مدت ۲۴ سال، روح خود را به شیطان فروخت. هنگامی که زمان به پایان رسید، شیطان فاوست را مستقیماً از سقف برد. تا به امروز، افسانه‌ها می‌گویند که سوراخ سقف خانه فاوست در شهر جدید سال‌ها بعد قابل مشاهده بود. امروزه می‌توان نمادهای کیمیاگری را روی دیوارها و نقاشی‌های دیواری مشاهده کرد که به عنوان مثال ققنوس اسطوره‌ای و منظومه خورشیدی را به تصویر می‌کشند.

### لیبوشه
لیبوشه (Libuše) یک زن افسانه‌ای بود که در قدیم بر مردم چک حکومت می‌کرد. 
- فاوست: افسانه فاوست، دانشمندی که برای دانش و لذت دنیوی با شیطان معامله می‌کند، داستانی شناخته شده در پراگ است. گفته می‌شود بقایای خانه فاوست، با سوراخ شایعه شده در سقف که شیطان از آن بیرون آمده‌است، هنوز گواه این معامله شوم است.
- قربانی‌های بت پرستان در تپه پترین: تپه پترین که اکنون یک پارک زیبا است، اعتقاد بر این است که محل قربانگاه قربانی بت‌پرستان بوده‌است که در آن زنان جوان برای راضی کردن خدایان عرضه می‌شده‌است. گفته می‌شود که شاهزاده بولسلاو این محراب را ویران کرده و کلیسای سنت لارنس را در جای آن بنا کرده‌است.
- لیبوشه و بنیانگذاری پراگ: Libuše، یک پیشگوی افسانه ای، بنیانگذار پراگ است. او با نظرداشت چشم‌انداز برای یک شهر بزرگ، به مردم خود دستور داد تا مردی را در حال ساختن آستانه (práh) پیدا کنند، و از این رو نام پراگ را به آن دادند.
- منشأ مردم چک: افسانه سه برادر - چک، لخ و روس - منشأ چکی‌ها، لهستانی‌ها و روس‌ها را توضیح می‌دهد. چک، نیاکان، مردم خود را به سرزمین‌های حاصلخیز که اکنون جمهوری چک نامیده می‌شود هدایت کرد.

### افسانه‌های قابل توجه دیگر
- ویولن دالیبور: برج Daliborka، در داخل قلعه پراگ، با افسانه Dalibor، یک نجیب‌زاده زندانی به جرم پناه دادن به رعایای شورشی مرتبط است. نواختن غم‌انگیز ویولن او با مردم پراگ طنین‌انداز شد و تا زمان مرگ از او حمایت کردند.
- مرد آهنی: Jáchym Berka، معروف به مرد آهنی، در خیابان Platnéřská پرسه می‌زند. روح بی‌قرار او محکوم به سرگردانی است تا زمانی که بتواند یک ساعت با یک دوشیزه پاک صحبت کند، کاری که به دلیل ظاهر شبح مانند و شهرت او به عنوان یک قاتل دشوار است.
- ماهی نقره‌ای: این داستان ناپایداری ثروت را برجسته می‌کند. یک ماهی نقره ای پنهان، که توسط یک مرد ثروتمند فراری رها شده‌است، ثروت غیرمنتظره ای را برای یک مستأجر بعدی خانه اش به ارمغان می‌آورد.
- لومی: این موجود وحشتناک جنگل‌های بوهم روش دفاعی منحصر به فردی دارد. هنگامی که لومی (Lomie) به دام شکارچیان می‌افتد، آب جوش را که در مثانه گردن خود ذخیره کرده‌است، بالا می‌آورد و به او اجازه می‌دهد تا از شکارچیان فرار کند.

برخی از مشهورترین اسطوره‌ها و افسانه‌های پراگ عبارتند از:
افسانه رادگاست: رادگاست خدای مهمان‌نوازی، فراوانی و جنگ بود. گفته می‌شود که او در کوه رادهوشت زندگی می‌کرد و توسط مردم محلی مورد پرستش قرار می‌گرفت.
افسانه بنیانگذاری پراگ: طبق افسانه، پرنسس لیبوشه، دختری باهوش و پیشگو، محل پراگ را پیش‌بینی کرد. او پیش‌بینی کرد که یک شهر بزرگ در محلی که دو رودخانه به هم می‌پیوندند، ساخته خواهد شد.
افسانه گولم: گولم یک موجود غول‌پیکر از خاک رس بود که توسط یک خاخام یهودی برای محافظت از جامعه یهودی پراگ در برابر آزار و اذیت خلق شد.
افسانه مرد سنگی: مرد سنگی مجسمه‌ای است که گفته می‌شود در شب زنده می‌شود و در خیابان‌های پراگ پرسه می‌زند.

## روز همه ارواح چک
روز همه ارواح چک یا دوشیچکی (Dušičky) مناسبتی سنتی است که در ۲ نوامبر برای یادبود و بزرگداشت عزیزان از دست رفته برگزار می‌شود. خانواده‌ها با پاکسازی و گل‌آرایی قبور و ادای احترام به مشاهیر اهل چک برای عزیزانشان یادبود برگزار می‌کنند.
واژه دوشیچکی از واژه چک "duše" به معنای "روح" گرفته شده‌است. این روز با عناوین رسمی‌تری همانند "یادبود مردگان" یا "یادبود همه مومنان درگذشته" نیز شناخته می‌شود. در حالی که این رسم ریشه در کاتولیک رومی دارد، توسط سایر فرقه‌های مسیحی در جمهوری چک نیز به رسمیت شناخته شده‌است.
روز همه ارواح پس از کریسمس، به عنوان دومین تعطیلات مذهبی بزرگ در جمهوری چک در نظر گرفته می‌شود و توسط مؤمنان و غیرمومنان یکسان برگزار می‌شود. گل‌های زنده بیانگر اعتقاد به زندگی ابدی هستند، در حالی که شمع‌ها نماد رستاخیز هستند.
در فرهنگ عامه چک، اعتقاد بر این است که روح کسانی که در برزخ به سر می‌برند (مکانی بین بهشت و جهنم) در آستانه روز همه ارواح به مدت یک روز آزاد می‌شوند. این سنت شباهت‌هایی با سنت کشورهای دیگر مانند مکزیک (روز مردگان) و جشنواره سلتیک سامهاین دارد. در گذشته، بوهمی‌ها فانوس‌ها را پر از کره می‌کردند تا ارواح عزیزانشان بتوانند درد زخم‌های خود را تسکین دهند. رسم پخت نان شیرینی‌هایی به شکل استخوان توسط بوهمی‌های جنوبی، و گروه‌هایی از خوانندگان که برای دریافت آن‌ها به درب خانه‌ها می‌رفتند، در کنار بسیاری آداب دیگر، امروزه کمتر مورد توجه قرار می‌گیرند.

## گورهای مهم
بزرگ‌ترین آرامگاه کشور گورستان اولشانی است که در واقع مجموعه‌ای از ۱۲ گورستان متفاوت است. از مشهورترین افراد خاکسپاری شده در اولشانی، یان پالاخ، کنشگر جوانی است که برای اعتراض به حمله شوروی خودسوزی کرد. گور او مورد احترام بسیاری است. از دیگر مکان‌های مهم می‌توان به گورستان وینوهرادی، که آرامگاه رئیس‌جمهور سابق واسلاو هاول و همچنین هنرمندان و افراد مشهور دیگر است و گورستان استراشنیتسه اشاره کرد.
سنت جدیدی که در طول سال‌های اخیر باب شده‌است، گذاشتن یادگاری‌هایی در قبر دختری جوان در گورستان مالا استرانا است. افسانه‌ها ادعا می‌کنند که این کودک فرشته‌ای بوده‌است، تا حدی که مدیران گورستان با گذاشتن یادگاری به شکل امروزی، مخالفت می‌کنند.

## جشن‌های سنتی چک

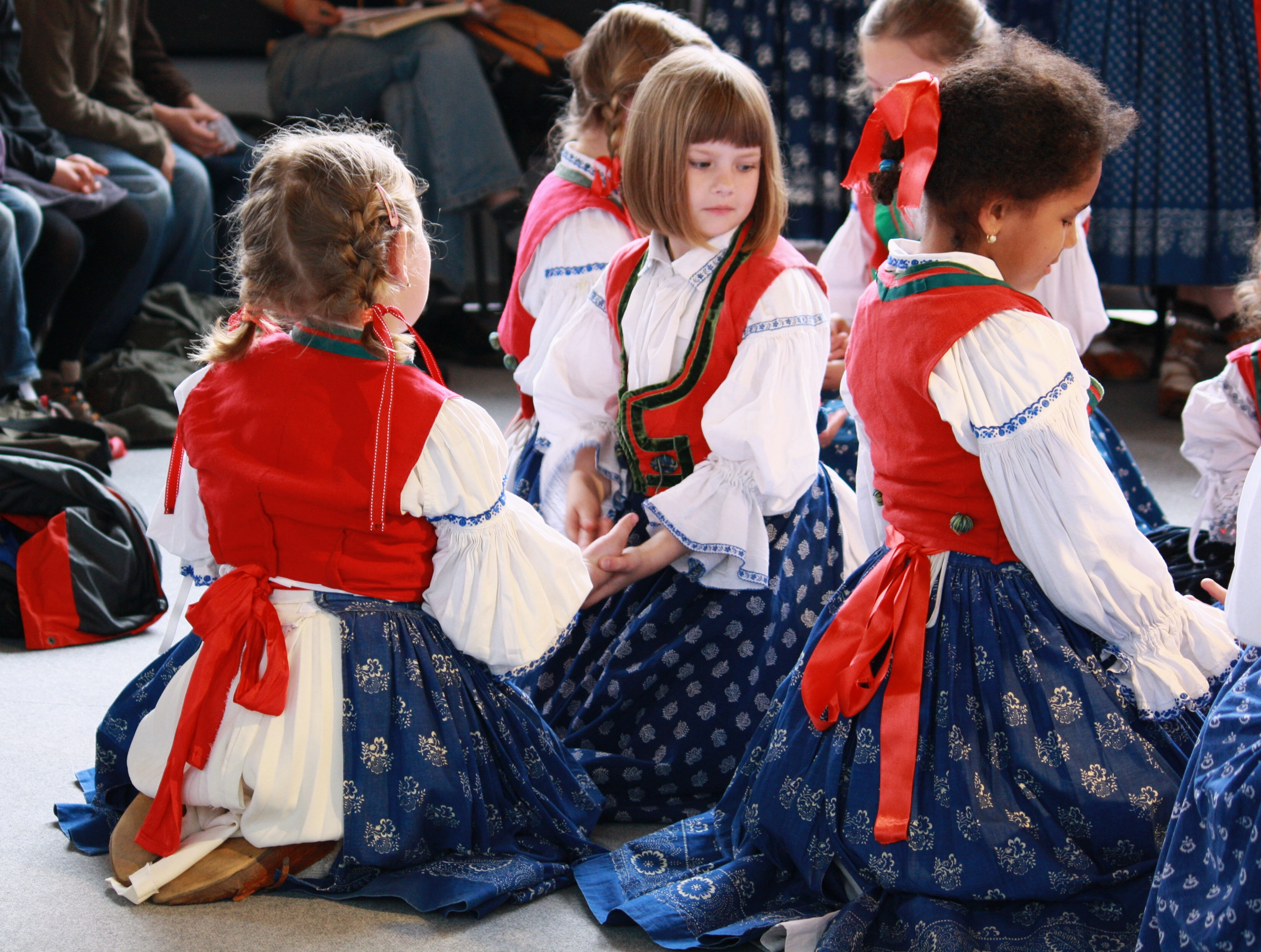
آداب محلی والاش موراویا

در گذشته، بر تغییرات مرتبط با چهار فصل سال تأکید می‌شد. هر فصل آداب و رسوم خاص خود را داشت. در بهار، مردم آداب و رسومی را اجرا می‌کردند که سلامت محصولات و برداشت موفق آتی را تضمین می‌کرد. در زمستان، مهم‌ترین نکته محافظت از خانه‌ها و روستاییان در برابر اثرات نامطلوب هوای سرد و نیروهای ماوراء طبیعی بود.
بسیاری از مناطق چک همچنان جشن‌های سنتی برگزار می‌کنند که به موسیقی فولکلور، رقص و لباس محلی نیز می‌پردازند. از مهم‌ترین این جشن‌ها می‌توان به غرق کردن مورانا، شرووتاید، برافراشتن تیر ماه می، برداشت انگور یا عید پاک اشاره کرد.
- غرق کردن مورانا: برای جشن پایان زمستان، دختران جوان در تعدادی از روستاها از کاه و شاخه‌ها، عروسکی از یک زن می‌سازند و آن را با لباس‌های کهنه می‌پوشانند. این زن نمایانگر الهه اسلاوی زمستان است و با مرگ همراه است؛ بنابراین تخریب او نماد آغاز زندگی جدید در بهار است. پس از آنکه این عروسک را در یک راهپیمایی رسمی از روستا خارج کردند، مورانا توسط دختران آوازخوان به آتش کشیده شده و سپس به آب انداخته می‌شود.
- اشرووتیده (ماسوپوست) همچنین برای جشن گرفتن بهار و تضمین حاصلخیزی برداشت‌های آینده است. این جشن شامل رژه‌ای کارناوال‌مانند است که خوانندگان آن لباس‌هایی به شکل جانوران می‌پوشند.[۲]
- جشن‌های عید پاک: آداب و رسوم خاصی که در جمهوری چک حفظ شده، آن است که زنان را با شلاقی از شاخه‌های نازک بید کتک می‌زنند (pomlázka)؛ یا با آب سرد آنها را خیس می‌کنند تا به‌طور نمادین، سلامتی آنها را تضمین کنند. در عوض، مردان اغلب غذاهای سنتی، تخم مرغ‌های تزئین شده و (اخیراً) نوشیدنی‌های الکلی دریافت می‌کنند.[۳]
- سوزاندن جادوگران: در کشورهای آلمانی‌زبان به عنوان «شب والپورگیس» شناخته می‌شود.[۴] طبق داستان‌های سنتی چک، شب آغازین ۳۰ آوریل و ۱ ماه مه، قدرتی جادویی داشته‌است. در این زمان نه تنها باور بر این بود که شر قدرت بیشتری دارد، بلکه کسانی که آنقدر شجاع بودند که به بیرون بروند، اگر وسایلی مانند گل سرخس چوبی، نان مقدس یا گچ تقدیس شده به همراه داشته باشند، می‌توانند گنج پیدا کنند. همچنین اعتقاد بر این بود که در طول شب، جادوگران در حال پرواز و تجمع برای سبت (مراسم مخفی جادوگران) هستند. روستاییان برای محافظت از خود، آتش‌هایی روی تپه‌ها روشن می‌کنند و جاروها را به آتش می‌کشیدند و سپس به هوا پرتاب می‌کردند تا هر جادوگر در حال پرواز را آشکار سازند. این آیین امروزه با موسیقی و غذاهای سنتی همراه است و نشان از باز شدن فصل گردشگری دارد.[۵]
- برافراشتن تیر ماه مه: مردان مجرد در بخش‌های جنوبی جمهوری چک و اسلواچکو درختانی مانند نراد، صنوبر یا کاج را قطع می‌کنند تا از آن یک تیر ماه مه[۶] بسازند که نماد بهار است. شاخه‌ها بریده شده و تنها نوک درخت بافته شده با روبان و گل تزئین می‌شود. سپس این تیر در وسط روستا نصب می‌شود. مهم است که از تیر ماه مه خود محافظت کنند، زیرا مردان از سایر روستاها ممکن است در یک مسابقه تلاش کنند آن را قطع کنند.[۷]